# Kama Sywor Kamanda
Kama Sywor Kamanda (ur. 11 listopada 1952 w Luebo, Demokratyczna Republika Konga) – kongijski pisarz, poeta, gawędziarz i dramaturg, posiadający egipskie korzenie.
Po studiach filologicznych kontynuował naukę w Europie i w Afryce na dziennikarstwie, politologii i prawie. Dziś jest zapraszany z wykładami na uniwersytety na całym świecie. Jest także autorem krytyk z dziedziny kultury i polityki.
Jako gawędziarz, poeta i powieściopisarz Kamanda jest autorem licznych dzieł literackich znanych na całym świecie. Od czasu publikacji w 1967 jego Contes des veillées africaines (Opowieści z afrykańskich wieczornic) napisał około dwudziestu książek zawierających tysiąc wierszy i setki opowieści. Jego dorobek literacki obejmuje także kilka powieści.
Jako gawędziarz jest znany dzięki opowieściom literackim inspirowanym jednocześnie jego osobistymi doświadczeniami, wyobraźnią oraz tradycjami i rzeczywistością czarnego kontynentu. Te opowiadania są naznaczone kulturą i cywilizacją wszystkich afrykańskich krain. Jako poeta Kamanda odświeżył i nadał wagę współczesnej poezji dzięki bogactwu swego języka i mistrzowskim metaforom. Krytyka i kilku najlepszych poetów jego czasów, jak Mario Luzi czy Léopold Sédar Senghor, podkreśla siłę jego wierszy i bogactwo ich obrazowania.
Jako powieściopisarz Kamanda nie poprzestał na noszeniu w sobie Afryki i jej marzeń. Jego książki ukazują człowieka walczącego z władzami totalitarnymi, ale również wspólnika mężczyzn i kobiet w ciszy walczących o respektowanie ich praw i możliwość życia dla siebie i swoich dzieci. Jako pisarz zaangażowany jest zwykle nazywany duszą zagubioną pomiędzy marzeniami i iluzjami, radościami i troskami afrykańskiego świata.

## Twórczość
Żadne z dzieł autora nie ukazało się dotąd po polsku
- 1967 – Les Contes des veillées africaines (1985, 1998) /Opowieści z afrykańskich wieczornic/
- 1986 – Chants de brumes (1997, 2002) /Pieśni mgieł/
- 1986 – Les Résignations (1997) /Rezygnacje/
- 1987 – Éclipse d’étoiles (1997) /Zaćmienie gwiazd/
- 1988 – Les Contes du griot, t. I /Opowieści czarowników, t. I/
- 1989 – La Somme du néant (1999) /Suma niebytów/
- 1991 – Les Contes du griot, t. II (La Nuit des griots) (1996) /Opowieści czarowników t. II (Noc czarowników) /
- 1992 – L’Exil des songes /Wygnanie snów/
- 1992 – Les Myriades des temps vécus (1999) /Miriady przeżytego czasu/
- 1993 – Les Vents de l’épreuve (1997) /Wiatry próby/
- 1994 – Quand dans l'âme les mers s’agitent (1998) /Kiedy w duszy poruszyło się morze/
- 1994 – Lointaines sont les rives du destin (2000, 2007) /Odległe kraje to brzegi przeznaczenia/
- 1995 – L’Étreinte des mots /Objęcia słów/
- 1998 – Les Contes du griot, t. III (Les Contes des veillées africaines, éd. augmentée) /Opowieści czarowników, t. III (Opowieści z afrykańskich wieczornic, wydanie rozszerzone) /
- 1999 – Œuvre poétique /Poezje/
- 2000 – Les Contes du crépuscule /Opowieści zmierzchu/
- 2002 – Le Sang des solitudes /Krew osamotnień/
- 2003 – Contes (édition illustrée) /Opowieści/ (wydanie ilustrowane)
- 2004 – Contes (œuvres complètes) /Opowieści/ (Dzieła zebrane)
- 2006 – La Traversée des mirages /Przejście miraży/
- 2006 – La Joueuse de Kora /Graczka Kora/
- 2006 – Contes africains (Grund) /Opowieści afrykańskie (Grund)/
- 2007 – Au-delà de Dieu, au-delà des chimères
- 2008 – Oeuvre poétique (édition intégrale)
- 2013 _ L'Homme torturé
- 2013 _ L'Insondable destin des hommes
- 2015 _ Candace 1ère
- 2015 _ Toutankhamon
- 2015 _ Vivre et aimer
- 2016 _ On peut s'aimer sans se comprendre
- 2016 _ L'Entremetteuse
- 2017 _ Ramses II
- 2017 _ Akhenaton
- 2017 _ La Reine Ranavalona III
- 2018 _ Le Roi Béhanzin
- 2018 _ Les fondements de l'être
- 2018 _ Évolution et révolution culturelle de l'Homme Noir
- 2019 _ Les astuces du manipulateur
- 2019 _ Le pervers narcissique
- 2019 _ L'Éternité des jours

## Nagrody
- 1987 – Prix Paul Verlaine de l’Académie française
- 1990 – Prix Louise Labé
- 1991 – Grand prix littéraire d'Afrique noire
- 1992 – Mention spéciale Poésiades, Institut académique de Paris
- 1992 – Jasmin d’argent pour originalité poétique, Société littéraire le Jasmin d’argent
- 1993 – Prix Théophile Gauthier de l’Académie française
- 1999 – Prix Melina Mercouri, Association des poètes et écrivains grecs
- 2000 – Poète du millénaire 2000, International Poets Academy, Indie
- 2000 – Citoyen d’honneur Joal-Fadiouth, Senegal
- 2002 – Grand prix de poésie de la Société internationale des écrivains grecs
- 2005 – Top 100 writers 2005, International Biographical Centre, Cambridge
- 2005 – Professionnel de l’année 2005, International Biographical Centre, Cambridge
- 2005 – Homme de l’année 2005, American Biographical Institute
- 2005 – Certificat d’honneur pour contribution exceptionnelle à la francophonie, Certificat Maurice Cagnon, Conseil international d’études francophones
- 2006 – Master Diploma for Specialty Honors in Writing, World Academy of Letters, Stany Zjednoczone
- 2006 – International Peace Prize 2006, United Cultural Convention, Stany Zjednoczone
- 2009 – Prix Heredia de l’Académie française

## Literatura dotycząca dzieł autora
- 1993 – Kama Kamanda au pays du conte (Marie-Claire de Coninck) /Kama Kamanda w kraju opowieści/
- 1994 – Kama Kamanda poète de l’exil (Pierrette Sartin) /Kama Kamanda poeta wygnania/
- 1997 – Kama Kamanda, Hommage
- 2003 – Kama Sywor Kamanda, chantre de la mémoire égyptienne (Isabelle Cata i Frank Nyalendo) /Kama Sywor Kamanda, piewca pamięci egipskiej/
- 2007 – Regards critiques (Marie-Madeleine Van Ruymbeke Stey, dir.)